# ستيف مان (عازف قيثارة)
ستيف مان (بالإنجليزية: Steve Mann)‏ هو عازف قيثارة وكاتب أغاني أمريكي، ولد في 2 مايو 1943، وتوفي في 9 سبتمبر 2009.